# August Rosenmeier
August "Agge" Rosenmeier (født 11. april 1996 på Frederiksberg) er en dansk professionel FIFA-spiller der spiller for esport-holdet Astralis. Han har bl.a. vundet verdensmesterskaberne FIFA Interactive World Cup (FIWC) og Electronic Sports World Cup (ESWC), det skandinaviske mesterskab og DM i FIFA flere gange og har i lange perioder været placeret som nr. et på FIFAs officielle rangliste over internationale FIFA-spillere. Tidligere i karrieren har han spillet for blandt andet North (E-Sport) (ejet af F.C. København), PSG og Hashtag United. Udover at spille FIFA på professionelt niveau, spiller August også fodbold på eliteniveau i klubben Vorbasse IK der optræder i 2. Division Øst.

## FIFA-Karrieren
Første gang August "Agge" Rosenmeier deltog i en turnering i FIFA var i 2006 i Boomtown FIFA World Cup, hvor han opnåede en plads som nr. 2. Herefter gik der en årrække hvor August ikke deltog så ofte i turneringer, primært pga. hans unge alder. Fra 2011 og frem begyndte August at deltage mere jævnligt i turneringer og vandt i 2012 DM i FIFA for første gang, ligesom han senere på året også vandt det skandinaviske mesterskab. Dette blev startskuddet til en række af titler, herunder DM i FIFA 2013, 2014 og 2015, det skandinaviske mesterskab 2013, 2014 og 2015, samt det officielle verdensmesterskab FIWC (2014) og uofficielle verdensmesterskab ESWC (2015). Desuden har August vundet flere andre FIFA-turneringer, herunder 2mod2 DM i FIFA 2013, Copenhagen Games (2013), Aalborg Open (2014) m.fl. Som vinder af FIWC 2014 vandt August 20.000 USD og en tur til Ballon d'Or hvor han bl.a. mødte Cristiano Ronaldo og Lionel Messi, ligesom han spillede en opvisningskamp mod Alessandro Del Piero. 
Angiveligt er en af grundende til at August har opnået stor succes indenfor FIFA, at han som lille dreng sneg sig op på sin storebrors værelse og spillede FIFA på broderens PlayStation 2 uden tilladelse. I frygt for at broderen pludselig skulle dukke op og fange ham på fersk gerning, lærte August at spille under pres, hvilket han har profiteret af gennem karrieren ift. at håndtere presset i de store turneringskampe. 
I november 2017 lykkedes det August at kvalificere sig til FUT Champions cup i Barcelona, efter at have vundet alle sine 160 kampe i kvalifikationen. Til turneringen i Barcelona, 26.-28. januar lykkedes det August at gå videre fra det indledende gruppespil til knock-out fasen, hvor han måtte se sig slået i 1/16-finalen. 

## Andet
Udover at spille FIFA på professionelt niveau, afholder August også foredrag, bookes til polterabender og lignende arrangementer, hvor folk får mulighed for at høre om hans oplevelser gennem FIFA-karrieren, samt at spille kampe mod ham. Desuden har August jævnligt optrådt som FIFA-ekspert i diverse tv-programmer, bl.a. i indslaget FIFA-skolen som vises i fodboldprogrammet Golazo på Tv3 Sport og som ekspert og kommentator i esuperligaen og ved andre store turneringer.  
August spiller også fodbold på eliteplan i fodboldklubben B1908, ligesom han er student fra gymnasiet.

## Nævneværdige resultater
| August "Agge" Rosenmeier | August "Agge" Rosenmeier | August "Agge" Rosenmeier |
| Turnering                | År                       | Placering                |
| ------------------------ | ------------------------ | ------------------------ |
| DM i FIFA                | 2010                     | Top 64                   |
| DM i FIFA                | 2011                     | Top 16                   |
| DM i FIFA                | 2012                     | 1                        |
| DM i FIFA                | 2013                     | 1                        |
| DM i FIFA                | 2014                     | 1                        |
| DM i FIFA                | 2015                     | 1                        |
| FIWC                     | 2012                     | Top 20                   |
| FIWC                     | 2013                     | Top 5                    |
| FIWC                     | 2014                     | 1                        |
| FIWC                     | 2015                     | 3                        |
| ESWC                     | 2013                     | Top 16                   |
| ESWC                     | 2014                     | Top 8                    |
| ESWC                     | 2015                     | 1                        |
| ESWC                     | 2016                     | Top 16                   |